# Trnovka
Trnovka je geomorfologický okrsek na jižní Moravě, severozápadně od města Brna. Je součástí podcelku Lipovské vrchoviny, která je částí Bobravské vrchoviny.
Jedná se o členitou vrchovinu, která vytváří hrásť mezi Veverskobítýšskou kotlinou a Jinačovickým prolomem. Tvořena je žulami, granodiority a diority brněnského masivu, v malé míře se zde vyskytují neogenní sedimenty a okrajově také devonské vápence. Nejvyšším bodem je vrchol Trnůvky (441 m n. m.). Z jihu je vrchovina vymezena údolím řeky Svratky, respektive plochou Brněnské přehrady.
Území Trnovky je z převážné části zalesněné a tvoří rekreační zázemí města Brna. Nachází se zde několik maloplošných chráněných území a velká část vrchoviny spadá do přírodního parku Podkomorské lesy. V jižní části, v okolí Brněnské přehrady a Rozdrojovic, se nachází rekreační chatové osady. Na území Trnovky byla zřízena obora Kuřim.